# Kızkalesi (castello)

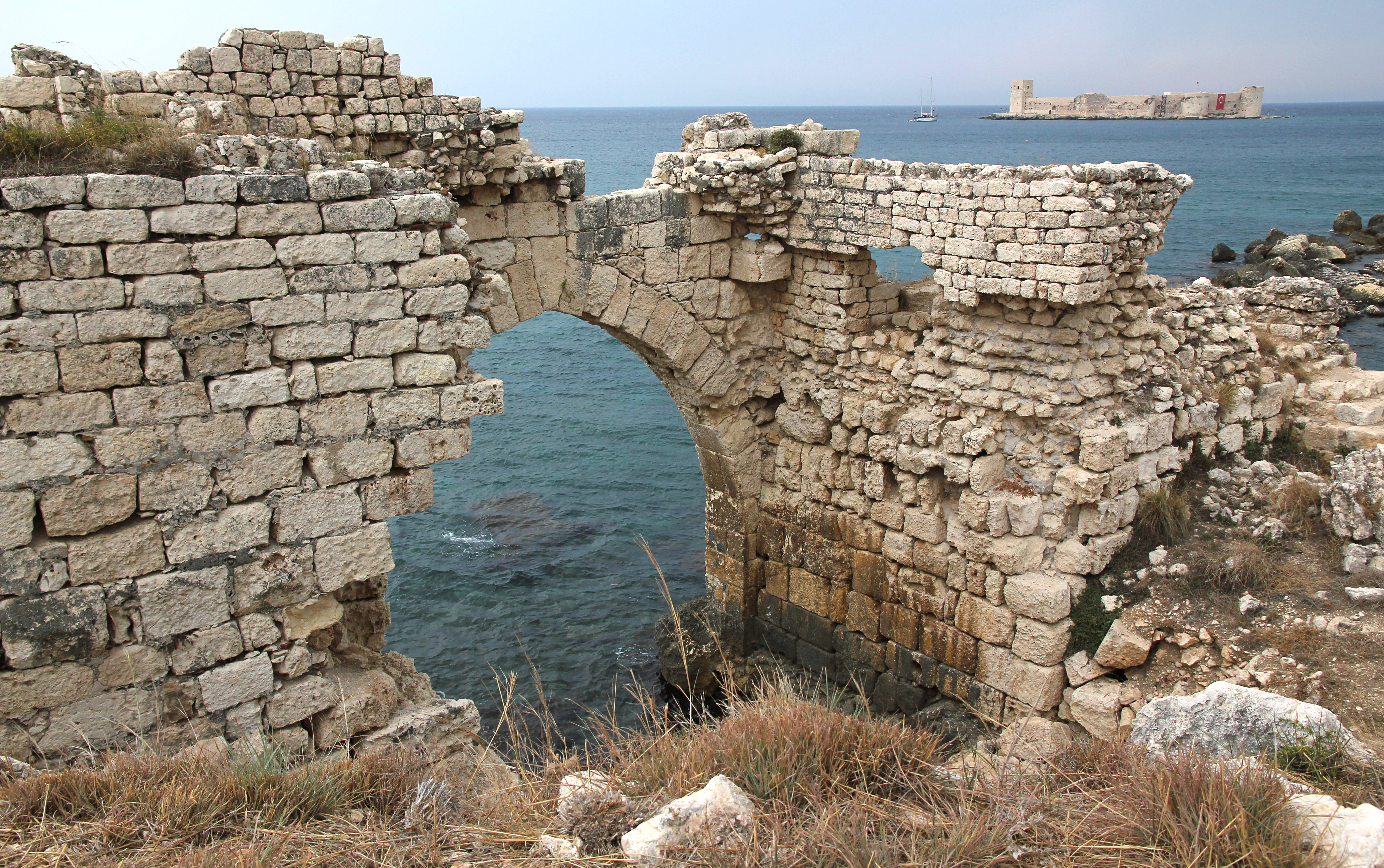
Il Kızkalesi visto dalla costa

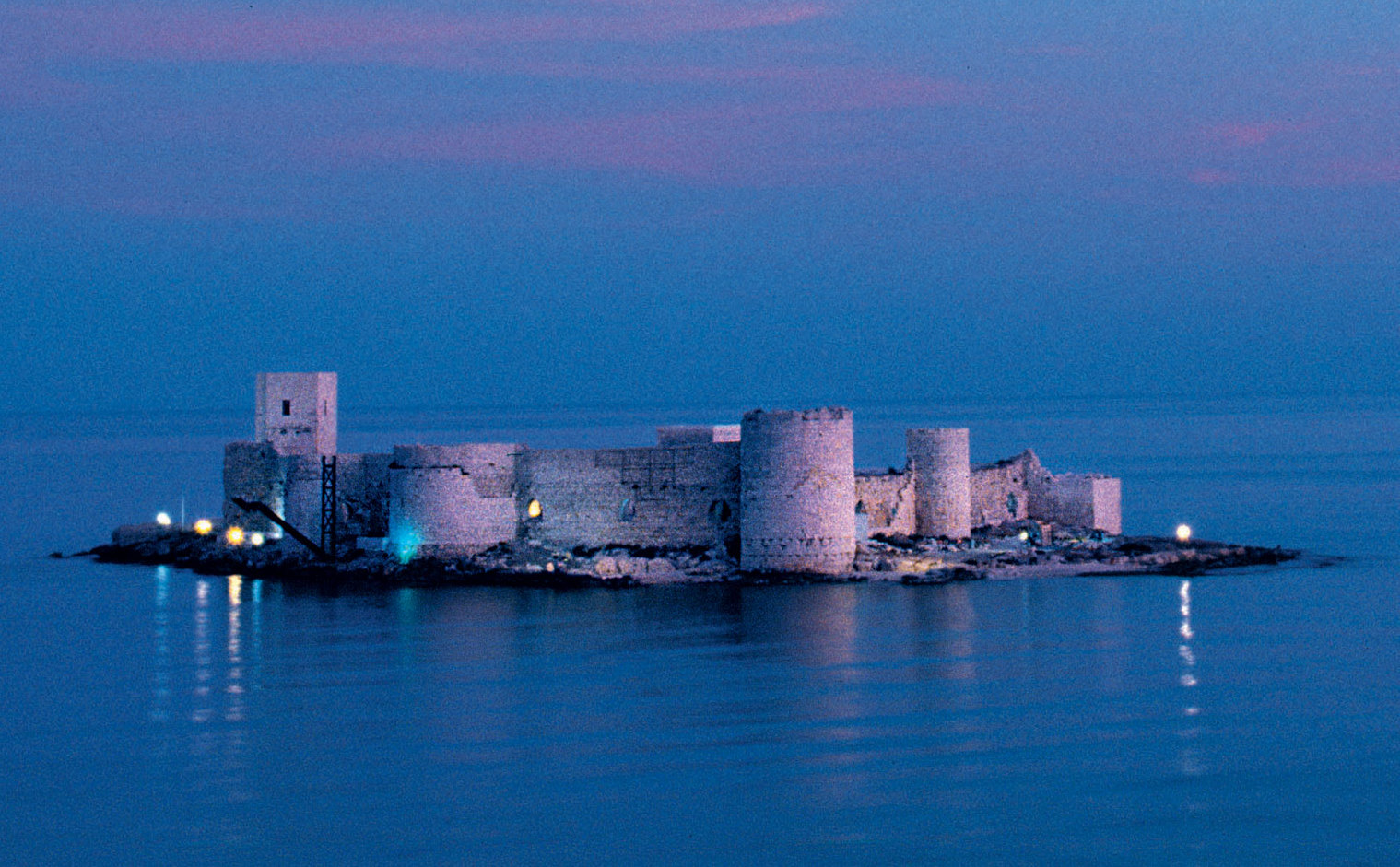
Immagine in notturna del Kızkalesi

Il Kızkalesi ("castello della ragazza"; formato da kız, "ragazza", e da kale, "castello", + suff. poss.), conosciuto anche come Deniz Kalesi ("castello sul mare"), è un castello fortificato situato su un isolotto al largo della cittadina turca di Kızkalesi (l'antica Corico), nella provincia di Mersina, ed eretto nel corso del XII secolo sotto i Bizantini e gli Armeni.
Il castello ha dato il nome alla località omonima.

## Origini del nome
Il nome del castello  Kızkalesi, ovvero "castello della ragazza", deriva da alcuni racconti (uno leggendario e uno supportato da fonti storiche), secondo cui un re o un sultano vi avrebbe tenuta rinchiusa la propria figlia.
Secondo la leggenda, un sultano avrebbe rinchiuso nella fortezza la propria figlia per proteggerla dopo che una profezia aveva predetto che la ragazza sarebbe morta per il morso di un serpente.  Secondo questa leggenda, la ragazza tuttavia morì ugualmente per il morso di un serpente, dopo aver ordinato una cesta d'uva, nella quale il rettile era riuscito a nascondersi.
Secondo un altro racconto, l'imperatore Alessio I Commeno, il probabile costruttore del castello; vi avrebbe invece tenuta rinchiusa la figlia Anna per proteggerla da un possibile sequestro da parte del crociato Boemondo I de Guiscardo, principe di Antiochia.

## Storia
Il castello venne probabilmente fatto costruire agli inizi del XII secolo dall'imperatore bizantino Alessio I Commeno per proteggere la città di Korykos da attacchi provenienti dal mare, dopo la conquista bizantina della città avvenuta nel 1099. A quel periodo risalgono le torri e le mura circolari.
In seguito, alla fine del XII secolo, il castello venne in parte ricostruito dagli Armeni. In quel periodo, tra il 1198 e il 1199, la fortezza era probabilmente controllata da Leone I, re armeno della Cilicia.
Nel 1448, il castello venne conquistato dal sultano İbrahim II di Karaman.

## Architettura
L'edificio si erge a circa 200 metri dalla costa.
La fortezza ha una lunghezza di 192 metri e dell'edificio originario di inizio XI secolo rimane visibile solo l'ala sud-orientale.
La fortezza è circondata da una cinta muraria con otto bastioni di forma quadrata.
L'ingresso del castello si trova nell'ala settentrionale. All'interno della fortezza si trova una cappella bizantina.